# Lemonia balcanica
Lemonia balcanica är en fjärilsart som beskrevs av Gottlieb August Herrich-Schäffer 1844. Lemonia balcanica ingår i släktet Lemonia och familjen fältspinnare. Fyra underarter finns listade i Catalogue of Life, Lemonia balcanica anatolica Wagner, 1931, 
Lemonia balcanica bremeri Kolenati, 1846, Lemonia balcanica cis Zolotuhin, 1994 och Lemonia balcanica vashlovani Didmanidze, 1980.